# Yasuhikotakia modesta
Yasuhikotakia modesta е вид лъчеперка от семейство Botiidae.

## Разпространение
Видът е разпространен във Виетнам, Камбоджа, Лаос и Тайланд.